# Samtgemeinde Holtriem
De Samtgemeinde Holtriem is een samtgemeinde in de Duitse deelstaat Nedersaksen. Holtriem ligt in het Landkreis Wittmund en heeft ongeveer 9.000 inwoners.

## Samenstelling

Situering Samtgemeinde Holtriem en haar deelgemeentes in de Landkreis Wittmund
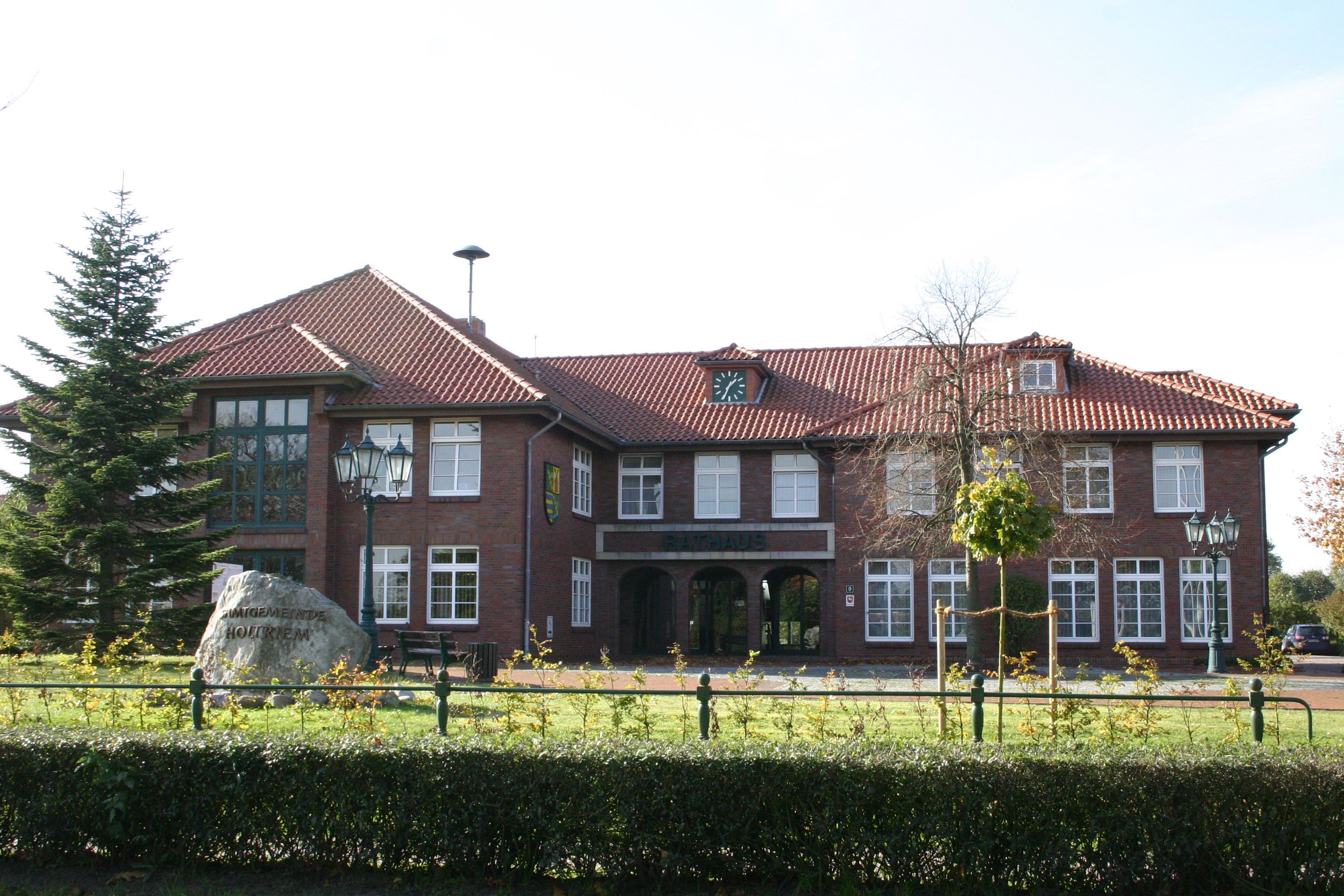
Gemeentehuis SG Holtriem, Westerholt

De 8 samenwerkende gemeenten zijn:
1. Blomberg (1.894)
2. Eversmeer (848)
3. Nenndorf (769)
4. Neuschoo (1.198)
5. Ochtersum (925)
6. Schweindorf (729)
7. Utarp (672)
8. Westerholt (2.573)

Tussen haakjes het aantal inwoners per 31 december 2020. Gemeentetotaal: 9.608 personen. Deze bevolkingscijfers zijn door de Duitse Wikipedia ontleend aan een overheidsstatistiek van de deelstaat Nedersaksen.

## Ligging en infrastructuur
De Samtgemeinde ligt tamelijk afgelegen, tussen Aurich en de Waddenkust. Het gebied is vlak, met aan de noordrand polderland, en meer zuidelijk van oorsprong veen- en heideland. Hoofdverkeersaders en spoorlijnen ontbreken. Men is aangewezen op verbindingswegen naar de zuidelijke buurgemeente Aurich, dat vanuit Westerholt, de hoofdplaats van Holtriem, Ochtersum, Utarp en Schweindorf per streekbus bereikbaar is. Deze rijdt echter op werkdagen slechts 3 x per dag, en zaterdags 2 x. Veel inwoners, die verder weg willen reizen, gaan op de fiets of per auto naar het station van de stad Norden, ten noordwesten van de Samtgemeinde. Van Station Norden kan men dan per trein verder reizen, o.a. naar het Ruhrgebied.
Westerholt heeft een schoolcentrum met kleuter-, basis- en beperkt voortgezet onderwijs. Vanuit andere dorpen in de Samtgemeinde rijden in de vroege ochtend schoolbusjes hiernaartoe, en 's middags, als de school is uitgegaan, weer in omgekeerde richting. Ander openbaar vervoer in Holtriem is te verwaarlozen.

### Buurgemeentes
- In het zuiden:  Aurich
- In het westen: Großheide
- In het noorden: Dornum
- In het oosten en noordoosten: diverse plaatsen in de Samtgemeinde Esens.

## Economie

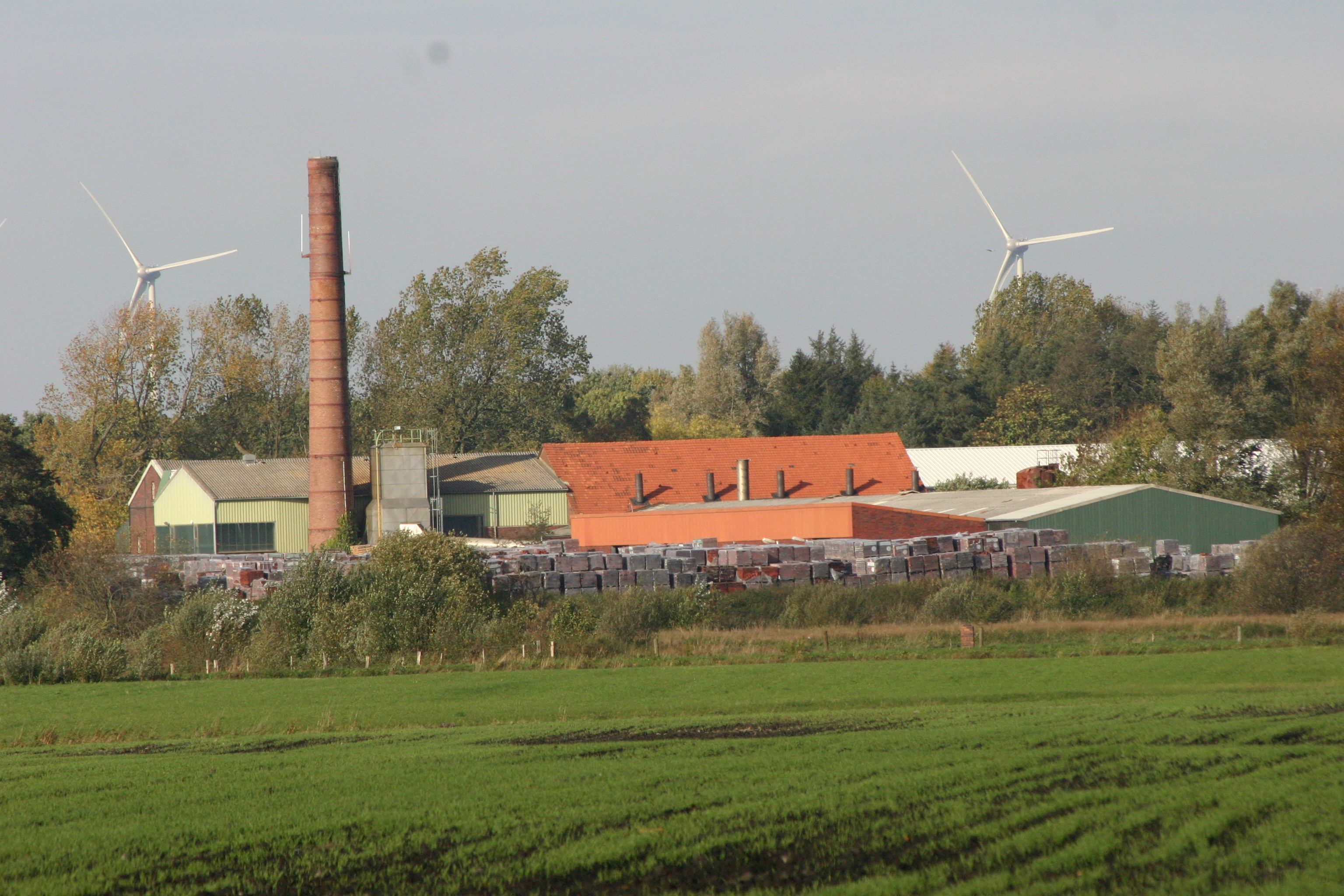
Steenfabriek te Neuschoo

In de Samtgemeinde staan nog twee kleine steenfabrieken, te Neuschoo en Nenndorf. Die te Neuschoo produceert zgn. Wittmunder klinkers, waaronder ook bakstenen voor metselwerk worden verstaan. De andere, te Nenndorf, is ten dele een werkend museum (zie hieronder: Bezienswaardigheden, toerisme). Beide ondernemingen gaan terug op een sinds ten minste de 19e eeuw aanwezige productie van bakstenen uit de hiervoor geschikte Oost-Friese klei.
Economisch veel belangrijker is de landbouw (melkveehouderij; verbouw van veevoedergewassen), die, ondanks gedaalde werkgelegenheid, de hoofdpijler van de lokale economie is gebleven. Van toenemend belang is het toerisme (natuurschoon, fietsroutes). De gemeente telt relatief veel werklozen. Ook werken veel inwoners van de Samtgemeinde Holtriem in naburige steden en zijn dus woonforenzen.

## Bezienswaardigheden, toerisme

### Oude kerkgebouwen
Zoals overal in Oost-Friesland, liggen ook in de Samtgemeinde Holtriem enige dorpen met een, in twee gevallen reeds in de middeleeuwen ontstaan, bezienswaardig kerkje:
- Blomberg (kerk uit 1870)
- Neuschoo (19e-eeuwse methodistenkerk)
- Ochtersum, 13e-eeuwse kerk van Westochtersum
- Westerholt, middeleeuws kerkje

### Natuurschoon, recreatie, wandelen, fietsen
- Natuurreservaat Ewiges Meer (in totaal 1180 hectare, inclusief het in de gemeente Aurich gelegen gedeelte) rondom het grootste tussen veen in gelegen meer van Duitsland, het Ewige Meer, ligt bij Eversmeer, aan de grens met de gemeente Aurich.
- Te Eversmeer ligt de vrij voor wandelaars toegankelijke Rozentuin Kastrop.
- De toeristische Holtriem-Wanderweg is geen wandel-, maar een fietsroute, die door de gemeente is uitgezet.

### Overig
- De historische (sedert 1896 bestaande) baksteenfabriek (in het plaatselijk dialect: de Tichelee, Duits: die Ziegelei) van Nenndorf, waarvan de ovens nog met turf gestookt worden, is als industrieel erfgoed behouden gebleven en heeft ten dele een museale functie, hoewel er ook nog op kleine schaal voor de markt bakstenen worden geproduceerd. Het complex is na een brand eind 2015 in het daaropvolgende jaar gerestaureerd.
- Nog te Nenndorf staat een sedert 1849 bestaande windmolen, type bovenkruier, die nog steeds maalvaardig is. Ook Schweindorf bezit een dergelijke molen.
- In een modernere windmolen, één der windturbines van het windpark in het Nenndorf Westerholter Schweindorfer Hammrich, is op 68 meter hoogte een aantal glazen ruiten aangebracht. Bezoekers, die fit genoeg zijn om de wenteltrap hiernaartoe te beklimmen, kunnen daar doorheen kijken, en zo van een weids panorama genieten. Met enig geluk kan men zelfs de Oost-Friese Waddeneilanden zien liggen. Alleen toegankelijk na afspraak.

## Afbeeldingen

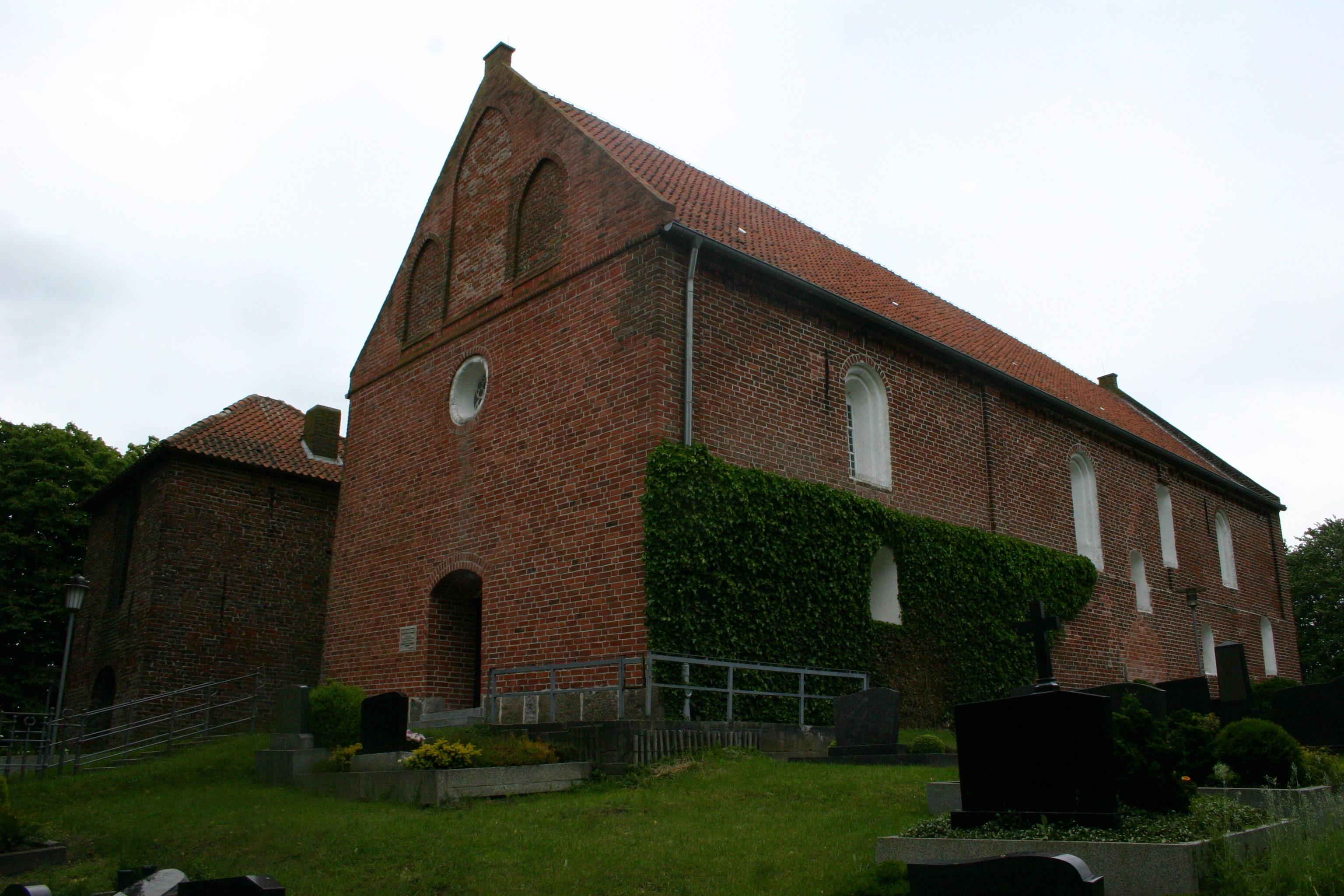
Kerk van Westerholt
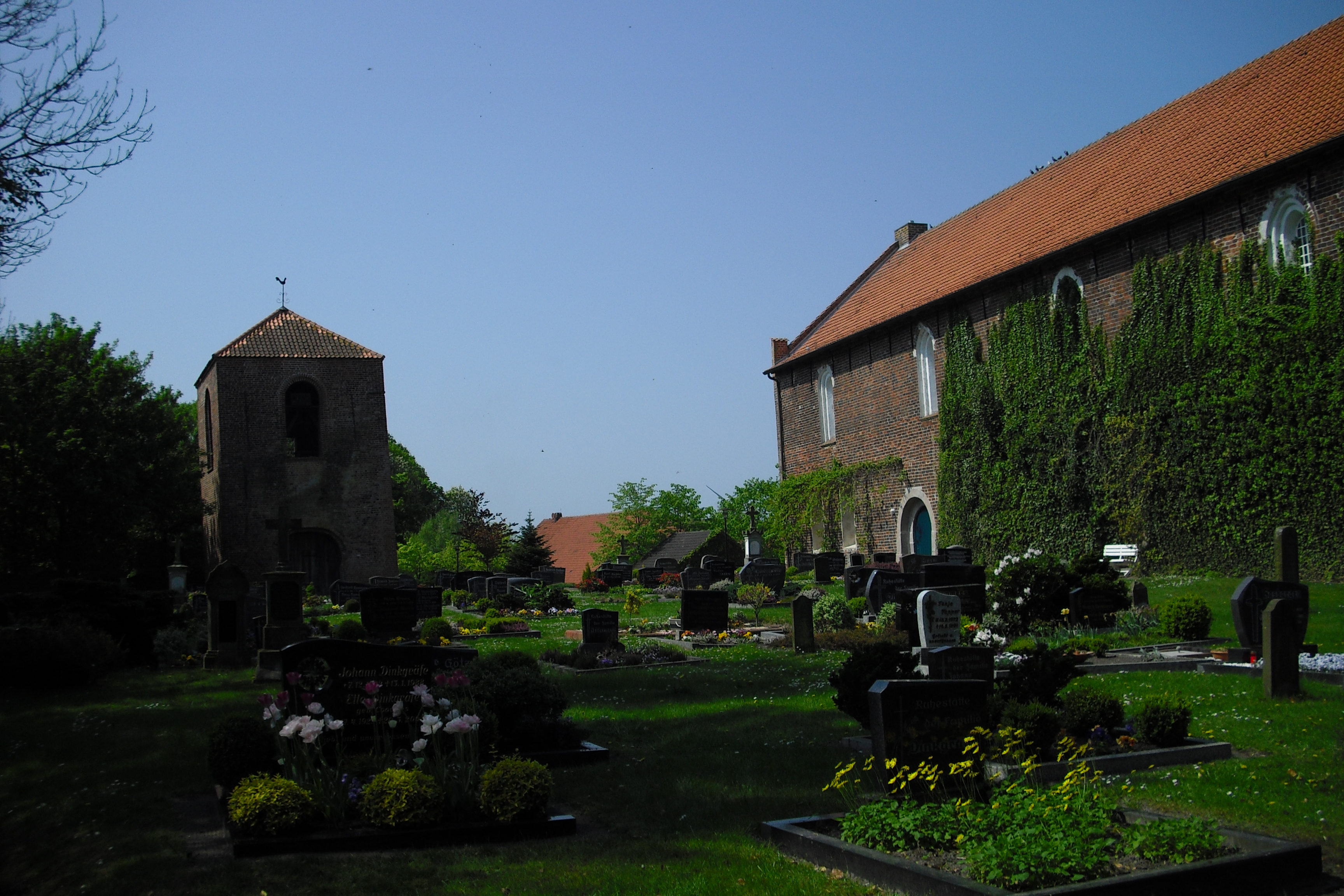
Kerk van Westochtersum
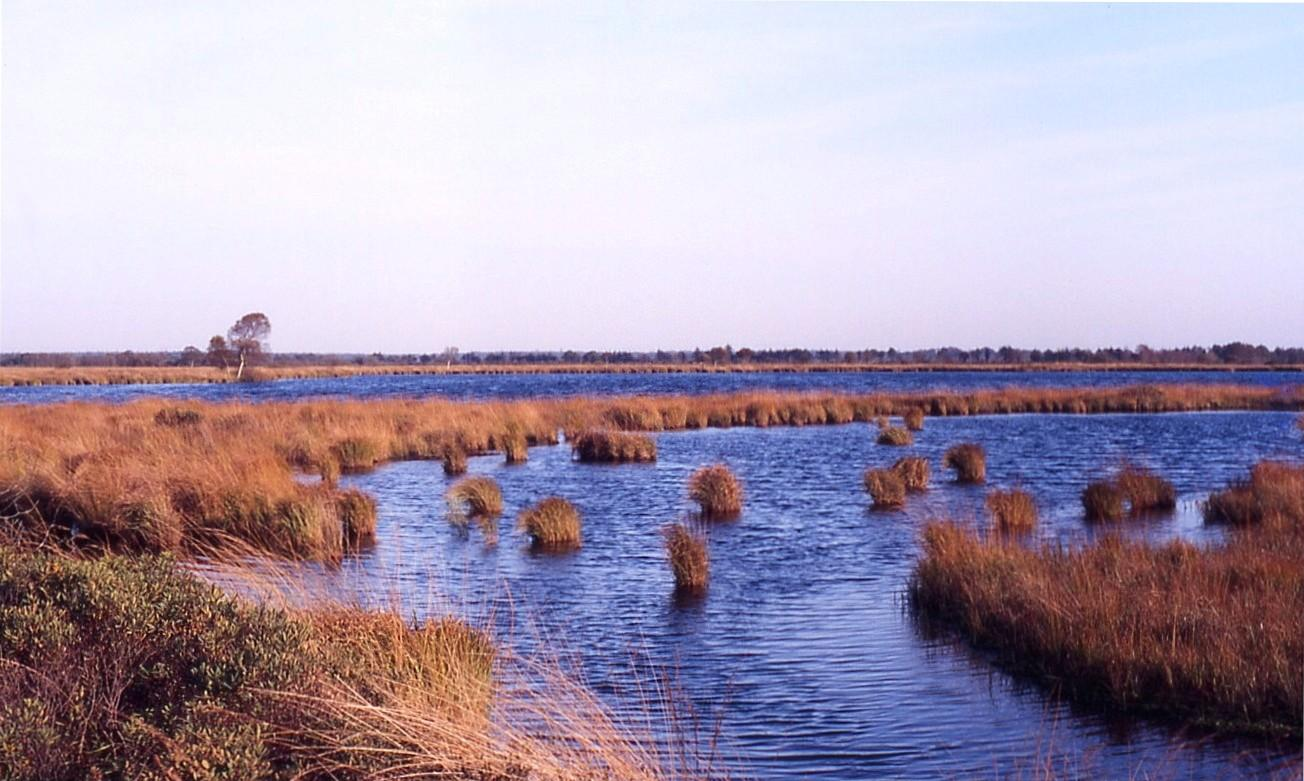
Het Ewige Meer bij Eversmeer
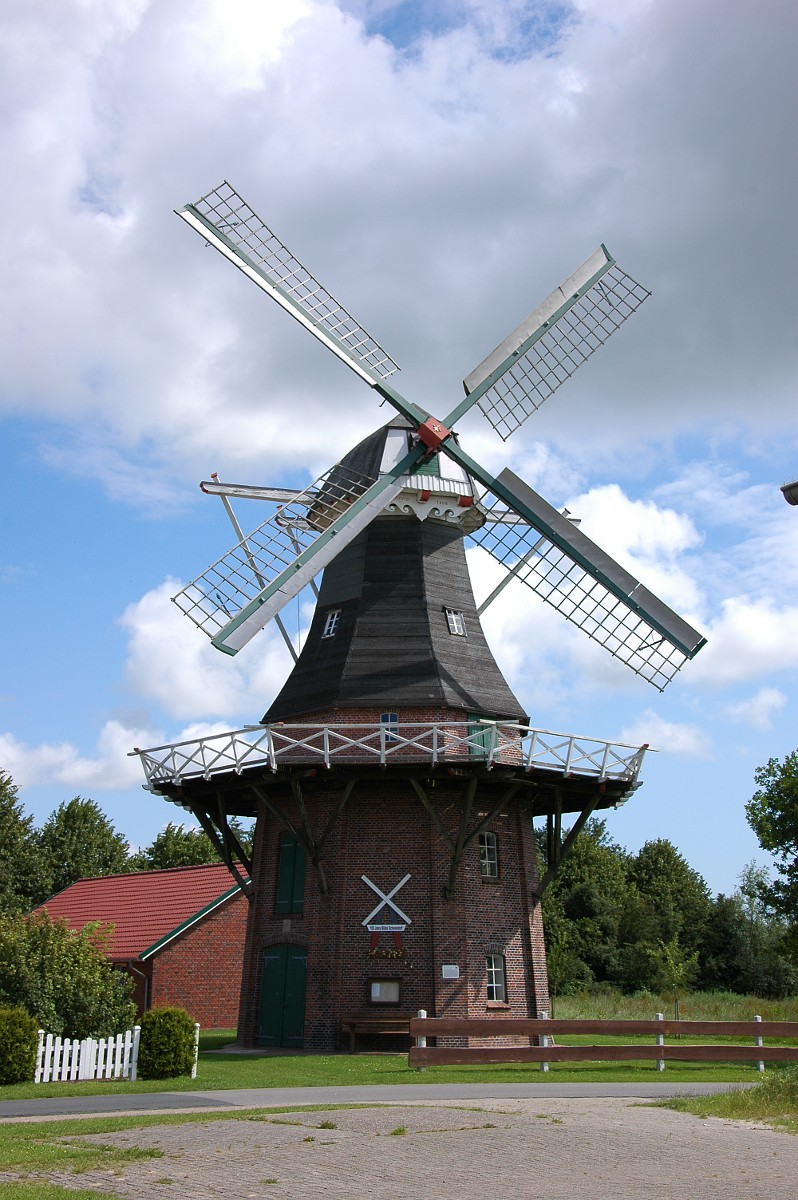
Molen (bovenkruier) te Schweindorf

## Geschiedenis
De Samtgemeinde Holtriem maakt deel uit van Oost-Friesland, en wel van het Harlingerland. Voor de politieke geschiedenis zie ook: Friese Vrijheid; Graafschap Oost-Friesland. Ondanks weerstand van de rond 1538 enige tijd over het Harlingerland heersende edelman, Balthasar Oomkens van Esens, voerden de over Oost-Friesland regerende Cirksena's de reformatie door. Sedertdien is verreweg het grootste deel van de bevolking der Samtgemeinde evangelisch-luthers. Zie ook: Kerk van Westerholt.
Blomberg, Neuschoo en Eversmeer zijn veenkoloniën. De plaatsen Blomberg en Neuschoo zijn in de 18e, Eversmeer is in de vroege 19e eeuw ontstaan.
In de jaren 1920 en 1930 was in dit gebied een groot deel van de bevolking, die van de hyperinflatie van 1923 en de crisis van de jaren 1930 veel te lijden had gehad, zeer ontvankelijk voor het nationaalsocialisme. Bij de verkiezingen van 1932 haalde de partij van Adolf Hitler hier ook grote verkiezingsoverwinningen. Van de Tweede Wereldoorlog merkte Holtriem niet bijzonder veel. Tijdens de oorlog werden enkele tientallen mannen uit Servië, Polen en Frankrijk in de gemeente als dwangarbeiders tewerkgesteld, de meesten als boerenknecht. Het gebied was op de dag van het einde van de Tweede Wereldoorlog in Europa nog niet door de geallieerden bezet. Er hadden dus tot de dag van de capitulatie, 7 mei 1945, geen gevechtshandelingen plaatsgevonden.
In juli 1972 kwam de huidige Samtgemeinde tot stand door een samenwerkingsovereenkomst tussen acht, tot dan toe geheel zelfstandige, gemeentes. De naam Holtriem is een eeuwenoude benaming voor deze landstreek. Holt slaat op een tot en met de middeleeuwen bestaand bos in deze streek. Riem betekent landstreek.

### Archeologische vondsten

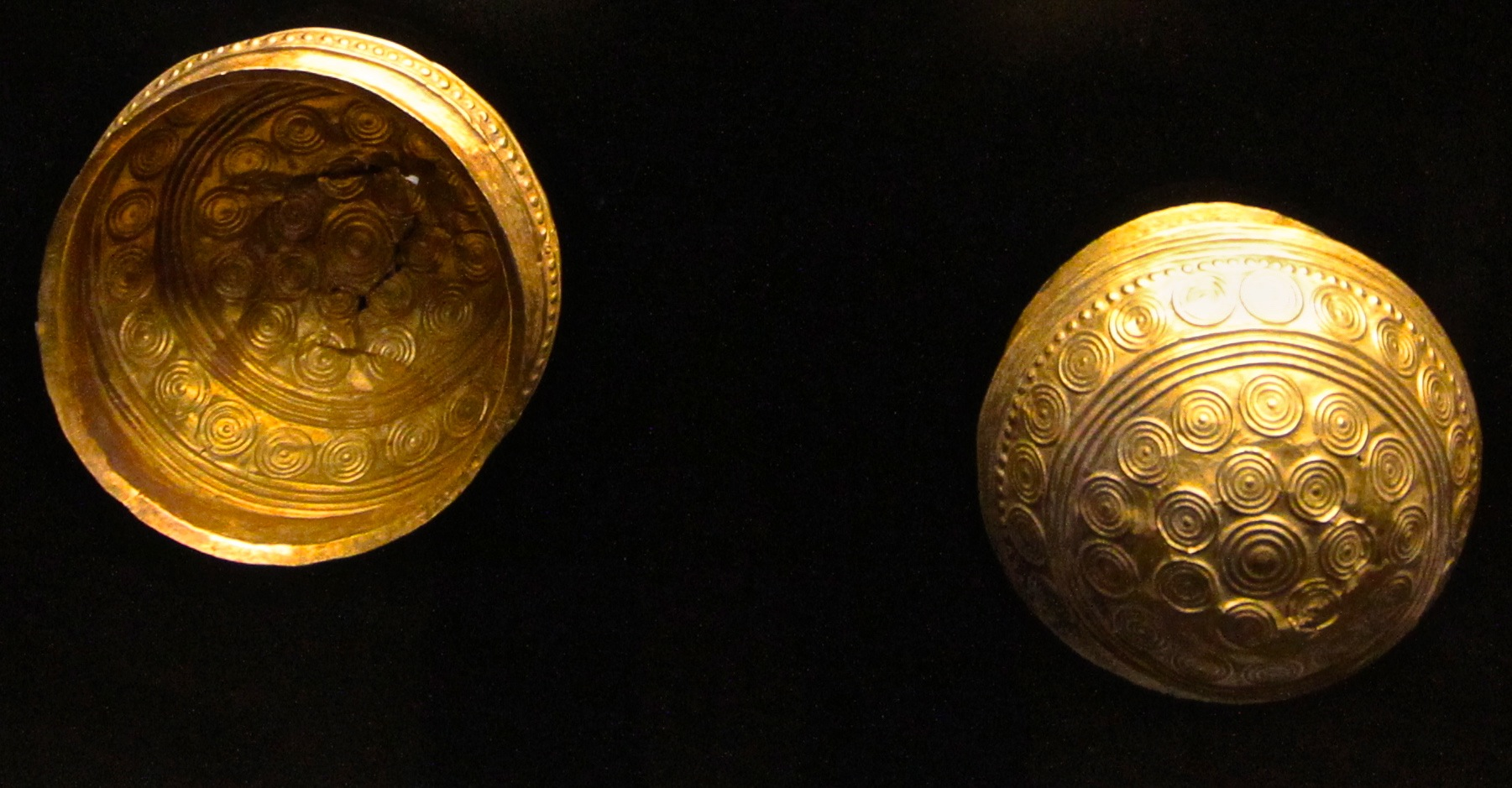
Gouden schaaltjes van Terheide
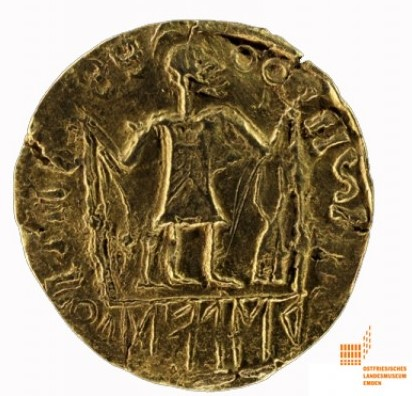
Gouden munt met runeninscriptie

Op 15 januari 1872 vond een wegwerker bij het graven van een sloot bij het gehucht Terheide, onder Westerholt, langs de hoofdweg naar Aurich, een aardewerken vat, waarin zich twee gouden schaaltjes bevonden.
Het ene is 6,6 cm, het andere 6,1 cm hoog. Diameter en gewicht bedragen respectievelijk 9,5 cm en 53,7 gram, respectievelijk 9,8 cm en 50 gram. Ze zijn van zuiver goud en fraai versierd. Waarschijnlijk waren het, uitsluitend voor ritueel gebruik bedoelde, drinkkommen uit de Bronstijd. Mogelijk zijn ze in het kader van een offerritueel begraven. De schaaltjes zijn te zien in het Niedersächsische Landesmuseum te Hannover; het Ostfriesische Landesmuseum te Emden beschikt over replica's.
In 1948 vond een boer bij Schweindorf bij graafwerk op zijn land een mogelijk uit ongeveer 600 daterende gouden penning of munt, een imitatie van een Romeinse solidus. Op de achterkant van de munt is een runeninscriptie aanwezig, alsmede een afbeelding, die waarschijnlijk Wieland de Smid, een figuur uit de Germaanse mythologie, voorstelt. De diameter van het voorwerp is 2,2 centimeter; het muntje weegt 3,18 gram. Bij de vondst zat er een, niet meer aanwezig oogje aan; het voorwerp zal dus als sieraad of amulet hebben dienstgedaan. De runeninscriptie, die in Duitsland als één der oudst bewaard gebleven voorbeelden van het Oudfries wordt beschouwd, onder de afbeelding luidt:
ᚹᛖᛚᚩᛞᚢ
Weladu
Wēla(n)du.
De munt behoort tot de collectie van het Ostfriesische Landesmuseum te Emden.

## Politiek
Het samenwerkingsverband voert voor de deelnemende gemeenten een aantal taken uit. Welke taken door het verband worden uitgevoerd verschilt van Samtgemeinde tot Samtgemeinde en wordt vastgelegd in een verordening van het deelstaatparlement van Nedersaksen. Een Samtgemeinde kent een eigen raad, die door alle kiesgerechtigde burgers in het samenwerkingsverband wordt gekozen. In Nederland wordt een dergelijke raad benoemd door de deelnemende gemeenten.

### Samenstelling van de raad
De raad van de Samtgemeinde bestaat sinds de laatste verkiezingen uit 24 gekozen leden en de burgemeester. De samenstelling is als volgt:
| Partij/Groepering           | 2011 | 2016 | 2021 |
| --------------------------- | ---- | ---- | ---- |
| CDU                         | 9    | 8    | 6    |
| SPD                         | 12   | 14   | 14   |
| Bündnis 90/Die Grünen       | 1    | 1    | 2    |
| FDP                         | -    | 1    | 1    |
| Alternative für Deutschland | -    | -    | 1    |